# Chapelle de Saint-Fortunat
La chapelle de Saint-Fortunat est située sur la commune de Saint-Didier-au-Mont-d'Or dans la métropole de Lyon, en France.
Elle comporte une nef unique, séparée du chœur gothique par une  poutre de gloire en métal. Cette chapelle gothique du XIVe siècle mesure 26m de long et 6m de large. Elle est dédiée à St Fortunat. La tradition veut que le St Patron soit d'origine italienne (bénédictin d'Ornbrie). Ce saint est fêté le 30 août.

## Histoire
Sa forme définitive date de l'agrandissement de 1841, lorsque la porte monumentale fut démontée pour être reconstruite dans l'alignement de la rue et les fenêtres ogivales en pierre à gryphées aménagées XIXe siècle
.
Son chœur gothique est inscrit au titre de monument historique depuis 1980.Le bénitier de 1789 ainsi que plusieurs objets du culte furent inscrit aux objets des Monuments Historiques par arrêté du 23/02/1995.
L'abside gothique dont la partie haute est construit sur un plan polygone, est éclairée par des fenêtres ogivales à lancette. A chaque angle des 6 pans
intérieurs se trouvent placées des figures allégoriques soutenant les nervures de la voûte d'arêtes construite en pierres et briques.

Les 6 figures allégoriques :
1 - St Marc représenté par le lion
2 - St Jean par un aigle
3 - St Luc par un taureau 
4 - St Mathieu par un jeune homme
5 - Salomon
6 - Moïse.
L'autel de St Fortunat est un marbre caractéristique du calcaire gris gryphées.
A l'entrée du chœur, un grand Christ de bois est fixé à une ferrure de la chapelle formant poutre de gloire. , ·a .
On peut admirer  la "chaire à prêcher" en noyer, l'harmonium CLERGEAU, 1es vitraux, et la peinture classée (copie de Filippo Lippi).